# Municipio de Lafayette (condado de Story)
El municipio de Lafayette (en inglés: Lafayette Township) es un municipio ubicado en el condado de Story en el estado estadounidense de Iowa. En el año 2010 tenía una población de 3318 habitantes y una densidad poblacional de 35,74 personas por km².

## Geografía
El municipio de Lafayette se encuentra ubicado en las coordenadas 42°9′42″N 93°37′54″O / 42.16167, -93.63167. Según la Oficina del Censo de los Estados Unidos, el municipio tiene una superficie total de 92.84 km², de la cual 92,77 km² corresponden a tierra firme y (0,07 %) 0,07 km² es agua.

## Demografía
Según el censo de 2010, había 3318 personas residiendo en el municipio de Lafayette. La densidad de población era de 35,74 hab./km². De los 3318 habitantes, el municipio de Lafayette estaba compuesto por el 97,26 % blancos, el 0,33 % eran afroamericanos, el 0,12 % eran amerindios, el 0,39 % eran asiáticos, el 1,24 % eran de otras razas y el 0,66 % eran de una mezcla de razas. Del total de la población el 2,86 % eran hispanos o latinos de cualquier raza.